# Lars Kleberg
Lars Halldor Kleberg, född 21 oktober 1941 i Johannebergs församling, Göteborg, är en svensk litteraturvetare, författare och översättare. Han är son till Tönnes Kleberg och Valgerda Kleberg (f. Finsen) och dotterson till Niels Ryberg Finsen.

## Biografi
Kleberg är professor emeritus i ryska vid Södertörns högskola, där han var en av grundarna av det litterära översättarseminariet. Åren 1970–71 var han medlem av redaktionen för tidskriften Ord&Bild, där han medverkat återkommande med essäer. Han disputerade 1977 vid Stockholms universitet med avhandlingen Teatern som handling: Sovjetisk avantgardeestetik 1917–1927. Åren 1990–94 var han kulturråd vid Sveriges ambassad i Moskva. Han är huvudredaktör för Svenskt översättarlexikon.
Kleberg är översättare från ryska, polska och engelska, främst lyrik och dramatik. Han har översatt samtliga dramer av Anton Tjechov. Därutöver har han bland andra översatt Sławomir Mrożek och Adam Zagajewski.
Utöver egna böcker har han varit redaktör för flera antologier och själv medverkat med essäer om olika litteraturvetenskapliga ämnen. År 1988 publicerade han tre egna pjäser i volymen Stjärnfall. En av pjäserna, Askonsdag, spelades 1991 av Radioteatern i regi av Magnus Florin och med Jan-Olof Strandberg i en av rollerna. Samma år tilldelades pjäsen Nordiska radioteaterpriset. 1988 spelades pjäsen Trollkarlens lärlingar (originaltitel: Les Apprentis sorciers) på Avignonfestivalen i regi av Antoine Vitez.

## Priser och utmärkelser
- 1996 – Stiftelsen Natur & Kulturs översättarpris
- 2015 – John Landquists pris
- 2022 – Elsa Swenson-stipendiet